# Aleksander Wiatrak
Aleksander Wiktor Wiatrak (ur. 29 grudnia 1914 w Berlinie-Schlachtensee, zm. 12 lutego 1980 w Gdyni) – gdański przedsiębiorca i holenderski urzędnik konsularny.

## Życiorys
Syn Antonio Wiatraka (1868–1959), przedsiębiorcy, kupca i konsula honorowego Gwatemali, Hondurasu i Kostaryki, i Josephine Frank. Ukończył Gimnazjum (Realgimnasium) w Sopocie, absolwent Politechnic-School of Commerce w Londynie (1932). Praktykował na plantacjach kawy w Meksyku i Gwatemali (1934), również w firmach Los Angeles, San Francisco i Nowym Jorku. Po powrocie do kraju prowadził firmę importu kawy w Gdyni oraz został konsulem honorowym Kostaryki w Gdańsku i wicekonsulem Kostaryki w Gdyni. Był członkiem i ekspertem do spraw kawy Izby Przemysłowo-Handlowej w Gdyni (1937).
Po wojnie był zatrudniony w UNRRA oraz pełnił funkcję kier. referatu cudzoziemskiego Urzędu Wojewódzkiego w Gdańsku, następnie pracował w konsulacie Holandii w Gdyni (od 1946), który p.o. konsula prowadził w latach 1952–1980. W trakcie swojej działalności Aleksander Wiatrak był poddawany działaniom służby bezpieczeństwa. W 1971 królowa Juliana odznaczyła go Medalem Rycerskim „Orde von Oranje Nassau”. Od 1918 mieszkał, przy Cecilenstrasse 6 (obecnie ul. Czyżewskiego). Został pochowany na cmentarzu katolickim w Sopocie (kwatera H2-A-1).

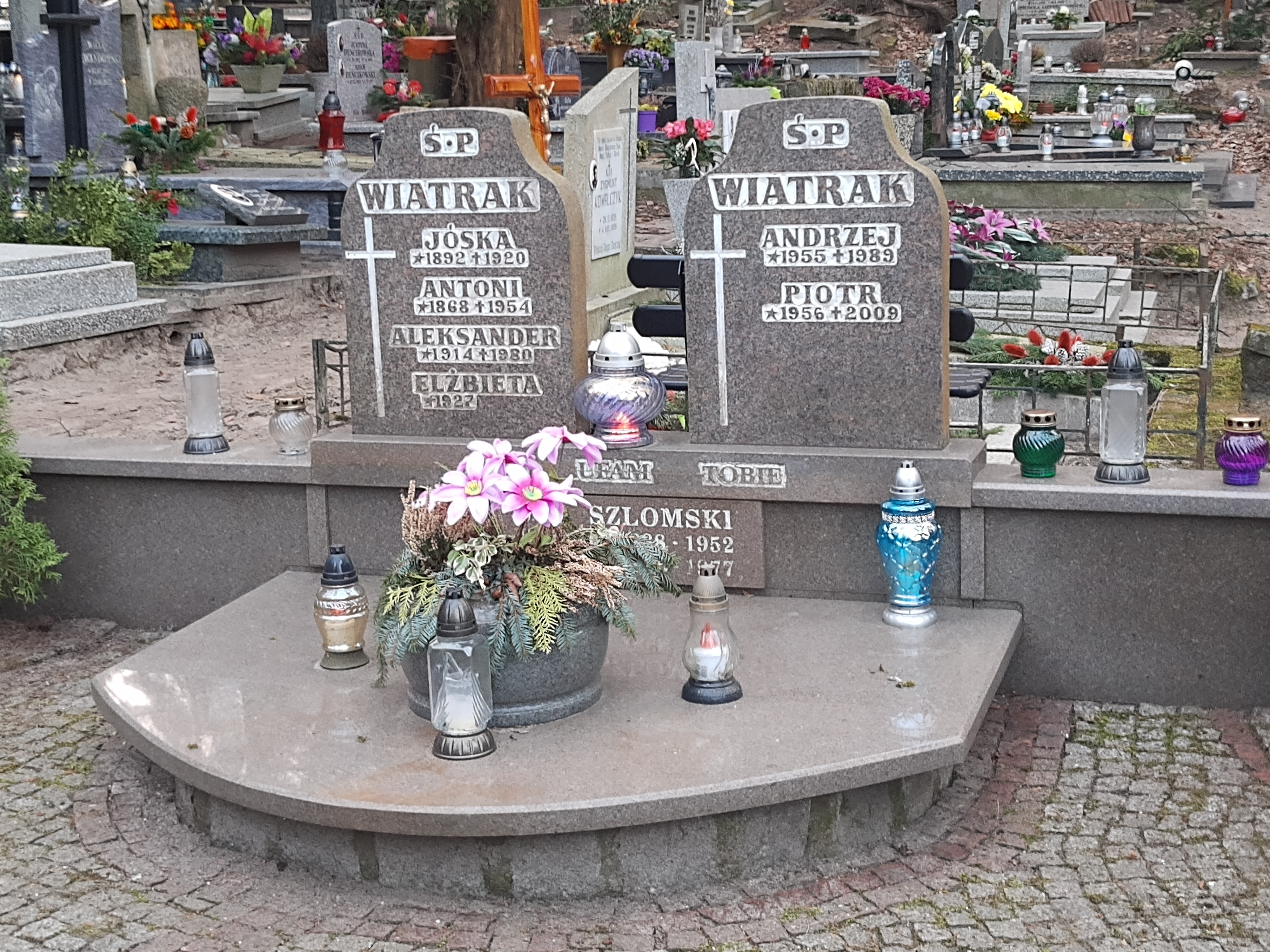
Grób Aleksandra i Antonia Wiatraków na cmentarzu katolickim w Sopocie